# Wagakki Band
Wagakki Band (和楽器バンド, wagakki bando) é um grupo musical do Japão. Integrado pela cantora de shigin Yuko Suzuhana (eleita Miss Nico Nama ニコ生 em 2011) e mais sete músicos, que fazem uma fusão de canções Vocaloid e originais também com wagakki (instrumentos musicais tradicionais japoneses) e rock ocidental.

## Integrantes
- Yuko Suzuhana (鈴華ゆう子) – vocais
- Kiyoshi Ibukuro (いぶくろ聖志) – koto
- Daisuke Kaminaga (ja:神永大輔) – shakuhachi
- Beni Ninagawa (蜷川べに) – Tsugaru Jamisen
- Kurona (黒流) – wadaiko
- Machiya (町屋) – guitarra
- Asa (亜沙) – baixo
- Wasabi (山葵) – bateria

## Discografia
Álbuns de estúdio
- Joshou (序章。) (EP de 2013)
- Vocalo Zanmai (ボカロ三昧)  (2014)
- Yasou-Emaki (八奏絵巻) (2015)
- Shikisai (四季彩) (2017) [3]
- Otonoe (オトノエ) (2018)
- REACT (2019)

Singles
- Hanabi (華火)  (2014)
- Ikusa/Nadeshiko Sakura (戦 -Ikusa- / なでしこ桜)  (2015)
- Hana Furumai (華振舞) (2015)
- Strong Fate (2016)
- Valkyrie / Eyes (2016)
- Kishikaisei (起死回生) (2016)
- Okinotayuu (オキノタユウ) (2017)
- Ignite (2019)